# کوپا مرکوسور
کوپا مرکوسور یک رقابت فوتبالی بود که از سال ۱۹۹۸ تا ۲۰۰۱ توسط باشگاه‌های برتر و رقبای سنتی ۵ کشور برزیل، آرژانتین، پاراگوئه، اروگوئه و شیلی برگزار شد. این رقابت توسط کونمبول برای درآمدزایی از پخش تلویزیونی برای تیم‌های شرکت‌کننده ایجاد شد، اما فراتر رفت و به همراه کوپا مرکونورته جایگزینی برای کوپا کونمبول شد. در نهایت، این دو رقابت در سال ۲۰۰۲ با نام کوپا سودامریکانا در هم ادغام شدند.

## عملکرد

### بر پایه تیم
| تیم          | قهرمان | نایب‌قهرمان | سالهای قهرمانی | سالهای نایب‌قهرمانی |
| ------------ | ------ | ---------- | -------------- | ------------------ |
| پالمیراس     | ۱      | ۲          | ۱۹۹۸           | ۱۹۹۹، ۲۰۰۰         |
| فلامنگو      | ۱      | ۱          | ۱۹۹۹           | ۲۰۰۱               |
| سن لورنزو    | ۱      | ۰          | ۲۰۰۱           | —                  |
| واسکو داگاما | ۱      | ۰          | ۲۰۰۰           | —                  |
| کروزیرو      | ۰      | ۱          | —              | ۱۹۹۸               |

### بر پایه کشور
| کشور     | قهرمانی | نایب‌قهرمانی |
| -------- | ------- | ----------- |
| برزیل    | ۳       | ۴           |
| آرژانتین | ۱       | ۰           |